# بخيت سارسيكبايف
بخيت سارسيكبايف (مواليد 29 نوفمبر 1981) هو ملاكم كازاخستاني، مثّل بلاده في الألعاب الأولمبية الصيفية 2008.

## روابط خارجية
بخيت سارسيكبايف على موقع أوليمبيديا (الإنجليزية)